# 翼形類
翼形類（よくけいるい、Pteriomorphia）は、固有弁鰓類（Autolamellibranchiata）に属する二枚貝の分類群の一つ。固有弁鰓類には他に Heteroconchia（= 古異歯類 + 異歯類）が属する。
分類階級はもっぱら二枚貝綱翼形亜綱とされるが、分類によっては Autolamellibranchiata 亜綱の翼形上目または翼形目となる。
翼形類 Pteriomorphia という名は、このグループに属するウグイスガイ属 Pteria から名づけられた。そのため、ウグイスガイ亜綱とも訳す。Pteria は、この属の貝殻が鳥の翼を広げたような形をしていることから名づけられている。
糸鰓類（しさいるい、Filibranchia）、糸鰓亜綱ともいう。ただし、翼形類と糸鰓類をシノニムとするほか、糸鰓類を2～3に分けた1つ（具体的には諸説あり一定しない）を翼形類とする用法もある。

## 特徴
主に固着性であり、足糸（そくし）で体を固着させる。アカガイ等は例外的に砂中に潜るが、稚貝は足糸で固着する。
外套膜は癒合せず、水管はない。
殻が左右非対称な不等殻の種が多い。
ホタテガイなど一部の種に、殻の微細構造が左右方向に重なる葉状構造がある。これを持つ種は翼形類だけである。
多くの種の殻の内側には真珠構造がある。アコヤガイなど真珠を生産する主な貝は翼形類に属する。

## 分類

### 現生
主に BivAToLによる。ただし、亜綱と目の間の分類（上目）を追加した。また、佐々木 2010より絶滅科を追加した。
- 不等筋類 Anisomyaria[3] = 等糸鰓類 Isofilibranchia = 貧歯類 Dysodonta
  - イガイ目 Mytiloida
    - イガイ上科 Mytiloidea
      - イガイ科 Mytilidae - イガイ、イシマテ、ムールガイ など
- Prionodonta = 真多歯類 Eutaxodonta = Neotaxodonta
  - フネガイ目 Arcoida
    - フネガイ上科 Arcoidea
      - フネガイ科 Arcidae - アカガイ など
      - ヌノメアカガイ科 Cucullaeidae
      - タマキガイ科 Glycymerididae
      - シラスナガイ科 Limopsidae
      - サンカクサルボウ科 Noetiidae
      - シラスナガイモドキ科 Philobryidae
      - †シコロエガイ科 Parallelodontidae
- Eupteriomorphia
  - カキ目（イタボガキ目） Ostreoida = ウグイスガイ目 Pterioida
    - イタボガキ上科（カキ上科） Ostreoidea
      - ベッコウガキ科 Gryphaeidae
      - イタボガキ科 Ostreidae - カキ（マガキ） など

    - ハボウキガイ上科 Pinnoidea
      - ハボウキガイ科 Pinnidae - タイラギ など

    - ウグイスガイ上科 Pterioidea
      - マクガイ科 Isognomonidae
      - シュモクガイ科 Malleidae
      - ウグイスガイ科 Pteriidae - アコヤガイ、ウグイスガイ、マベガイ など
      - プルヴィニテス科 Pulvinitidae
      - †バケベリア科 Bakevelliidae
      - †イノセラムス科 Inoceramidae

  - イタヤガイ目 Pectinoida
    - ナミマガシワ上科 Anomioidea
      - ナミマガシワ科 Anomiidae
      - マドガイ科 Placunidae

    - イシガキ上科 Dimyoidea
      - イシガキ科 Dimyidae

    - ミノガイ上科 Limoidea
      - ミノガイ科 Limidae - ミノガイ など

    - イタヤガイ上科 Pectinoidea
      - Entoliidae
      - イタヤガイ科 Pectinidae - ヒオウギガイ、ホタテガイ など
      - ワタゾコツキヒガイ科 Propeamussiidae
      - ウミギクガイ科 Spondylidae
      - †ネイシア科 Neithieidae

    - ネズミノテ上科 Plicatuloidea
      - ネズミノテ科 Plicatulidae

フネガイ目の上科分類は流動的であり、ここでは1上科に統合した。BivAToLはシラスナガイ科・シラスナガイモドキ科を、佐々木はそれらに加えタマキガイ科を、シラスナガイ上科 Limopsoidea としている。さらに細かく分ける説もある。
Eupteriomorphia は、分子系統によればこの2目に分かれる。ただし、イシガキ上科とネズミノテ上科の位置づけには多少の不確実性がある。ミノガイ上科をミノガイ目 Limoida に分離する説もあるが、分子系統からはミノガイ上科はイタヤガイ目の内部に位置する。
従来はさまざまな分類があり、全てをウグイスガイ目とする分類、
- ウグイスガイ目 Pterioida = ハボウキガイ上科 Pinnoidea + ウグイスガイ上科 Pterioidea
- ミノガイ目 Limoida = ミノガイ上科 Limoidea
- カキ目 Ostreoida = イシガキ上科 Dimyoidea + イタボガキ上科 Ostreoidea
- イタヤガイ目 Pectinoida = ナミマガシワ上科 Anomioidea + イタヤガイ上科 Pectinoidea + ネズミノテ上科 Plicatuloidea

と4目に分ける分類、このカキ目とイタヤガイ目をカキ目カキ亜目 Ostreina、イタヤガイ亜目 Pectinina として3目に分ける分類などがあったが、（1目とする以外は）系統的には否定される。

### 絶滅
- †Cyrtodontoida
- †Praecardioida

## 系統
Giribet & Wheeler 2002より。
|                 | フネガイ目                                              |
|                 |                                                         |
| Eupteriomorphia | \| \| カキ目 \| \| \| \| \| \| イタヤガイ目 \| \| \| \| |
|                 | \| \| カキ目 \| \| \| \| \| \| イタヤガイ目 \| \| \| \| |
|                 | カキ目                                                  |
|                 |                                                         |
|                 | イタヤガイ目                                            |
|                 |                                                         |

|  | カキ目       |
|  |              |
|  | イタヤガイ目 |
|  |              |

|                 | フネガイ目                                              |
|                 |                                                         |
| Eupteriomorphia | \| \| カキ目 \| \| \| \| \| \| イタヤガイ目 \| \| \| \| |
|                 | \| \| カキ目 \| \| \| \| \| \| イタヤガイ目 \| \| \| \| |
|                 | カキ目                                                  |
|                 |                                                         |
|                 | イタヤガイ目                                            |
|                 |                                                         |

|  | カキ目       |
|  |              |
|  | イタヤガイ目 |
|  |              |

|  | 古異歯類 |
|  |          |
|  | 異歯類   |
|  |          |

|                 | フネガイ目                                              |
|                 |                                                         |
| Eupteriomorphia | \| \| カキ目 \| \| \| \| \| \| イタヤガイ目 \| \| \| \| |
|                 | \| \| カキ目 \| \| \| \| \| \| イタヤガイ目 \| \| \| \| |
|                 | カキ目                                                  |
|                 |                                                         |
|                 | イタヤガイ目                                            |
|                 |                                                         |

|  | カキ目       |
|  |              |
|  | イタヤガイ目 |
|  |              |

|                 | フネガイ目                                              |
|                 |                                                         |
| Eupteriomorphia | \| \| カキ目 \| \| \| \| \| \| イタヤガイ目 \| \| \| \| |
|                 | \| \| カキ目 \| \| \| \| \| \| イタヤガイ目 \| \| \| \| |
|                 | カキ目                                                  |
|                 |                                                         |
|                 | イタヤガイ目                                            |
|                 |                                                         |

|  | カキ目       |
|  |              |
|  | イタヤガイ目 |
|  |              |

|  | 古異歯類 |
|  |          |
|  | 異歯類   |
|  |          |

## 画像

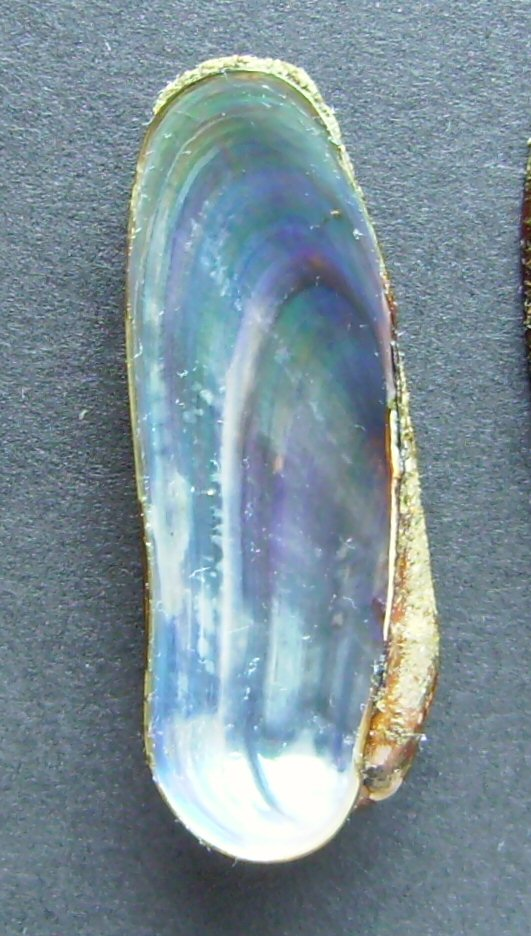
イガイ目イガイ科
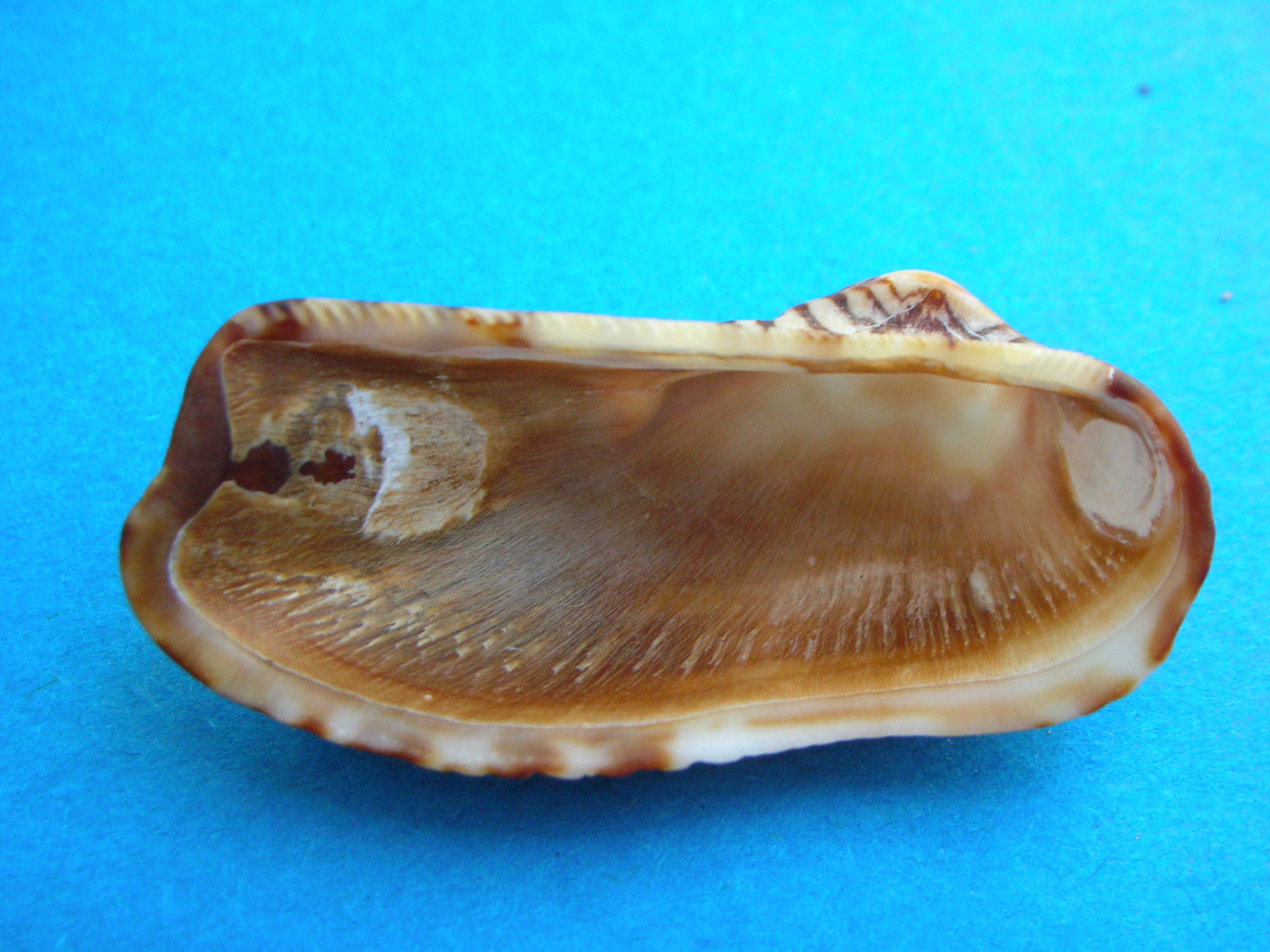
フネガイ目フネガイ科
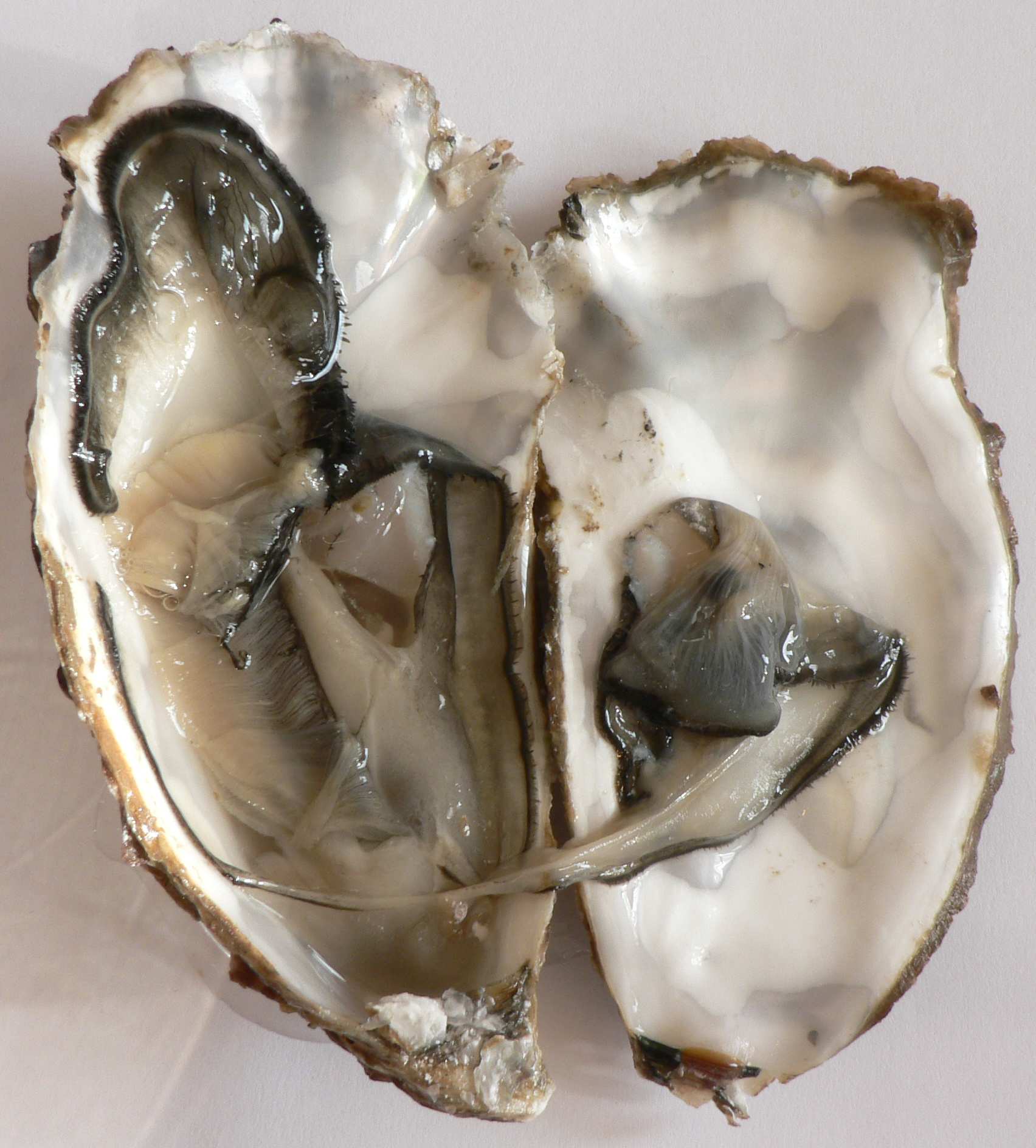
カキ目イタボガキ科
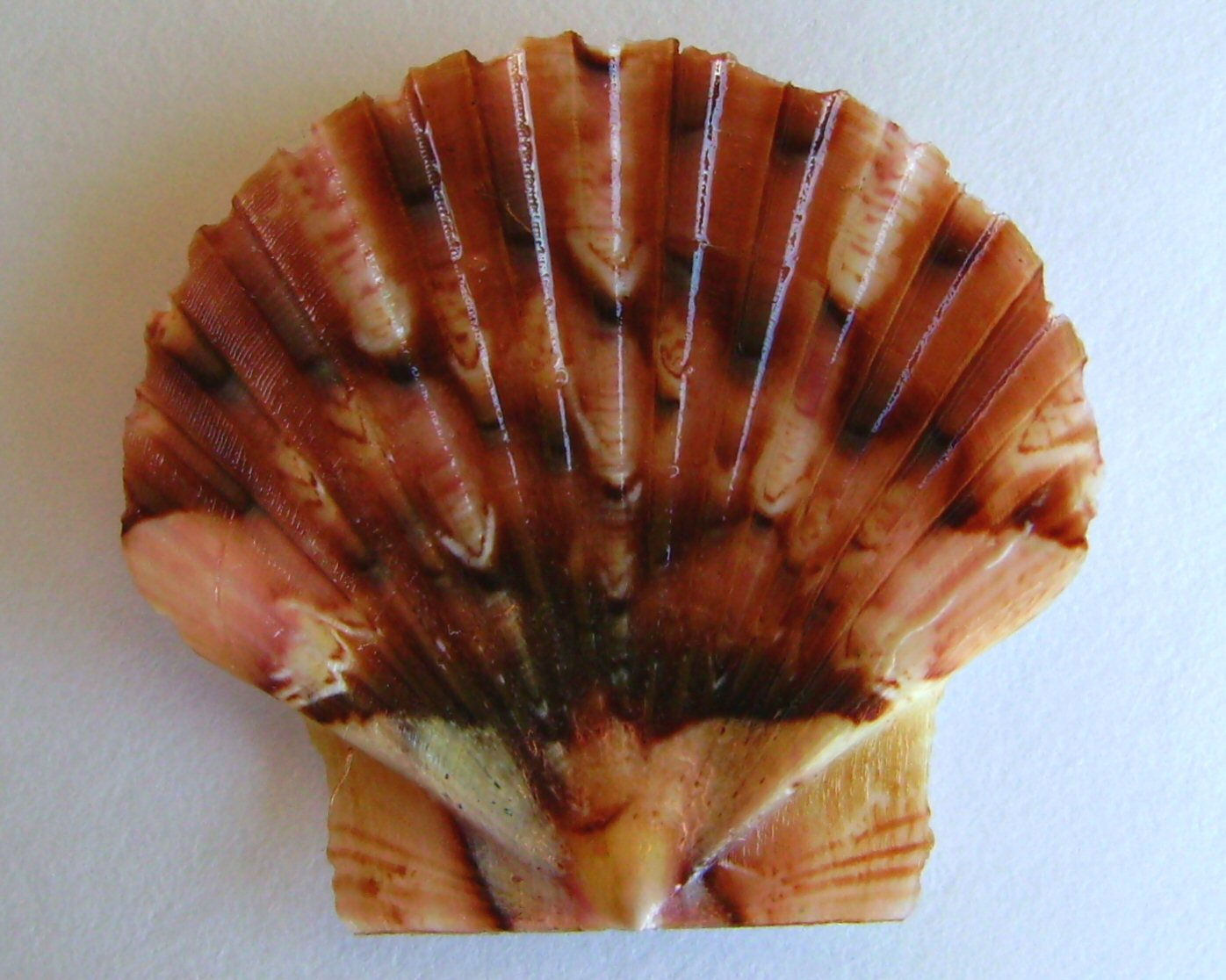
イタヤガイ目イタヤガイ科